# タオ (企業)
株式会社タオは、滋賀県草津市に本社を置き、教育ソフトウェアの開発・販売を行う日本の企業である。
社名の「タオ」とは、中国語で「道」の意。同名の企業は国内に複数存在。

## 沿革
- 1992年 会社設立
- 1993年 「天神」シリーズ開発開始
- 1995年 「小学天神」発売
- 1996年 「中学天神」発売
- 1997年 野村証券を主幹事証券会社に選定
- 2001年 マーケティング事業部開設
- 2006年 経済産業省「IT経営百選」最優秀企業認定、東京支店開設、「天神」キッズモード（現「天神幼児版」）発売
- 2007年 「高校天神」発売、大阪支店開設
- 2008年 乳幼児才能開発トータルシステム「天神幼児版」発売
- 2009年 本社を滋賀県草津市に移転

## 開発製品
- 天神シリーズ

## 事業所
本店
滋賀県草津市
営業所
東京支店、大阪支店

## CM放映番組
CMには教育学博士としてアグネス・チャンが出演していた。
過去
- まんが日本昔ばなし（2005年デジタルリマスター版）（毎日放送・TBS系）
- クレヨンしんちゃん（テレビ朝日系）
- やじうまテレビ（5時台のANNニュース、木曜日）（テレビ朝日）